# Cross-cutting
Cross-cutting es una de las técnicas de edición en cine más usadas que establece que una acción o más, están pasando en diferentes locaciones. En un cross-cut, la cámara va a cortar inmediatamente de una acción a otra, lo cual sugiere que suceden al mismo tiempo sin embargo, no siempre es el caso. Suspenso debe ser añadido para que el cross-cutting se pueda entender. Está creado con el fin de provocar expectativas en el público, así como esperanza sobre la posibilidad de que algo pasara en el futuro.
El cross-cutting ilustra de forma narrativa lo que sucede en muchos lados en aproximadamente el mismo tiempo, por eso en el filme de D.W. Griffith, A Corner in Wheat (1909), utiliza cross-cuts entre las actividades del hombre rico de negocios y la gente pobre que espera en la línea de la panadería. Esto crea una filosa dicotomía entre las dos acciones y alienta al espectador a comparar las dos tomas, este contraste es usado para crear efectos emocionales; también en el clímax de una película es usado ya que crea ritmo en la escena, al incrementar la velocidad de dos diferentes acciones, puede añadir tensión de manera más significativa que si se usaran escenas cortas.
El Cross-cutting fue establecido como técnica de edición relativamente desde los comienzos del cine, algunos ejemplos pueden ser Asalto y robo de un tren de Edwin Porter o The Runaway Horse) en 1908 de Louis J.Gasnier.
Mrinal Sen ha usado esta técnica efectivamente en sus filmes como Interview con la cual obtuvo éxito comercial. Christopher Nolan también usa cross-cutting de manera excesiva en películas conocidas como Interstellar, The Dark Knight and Inception - particularmente en la última, implementa secuencias que representan múltiples y simultáneos niveles de conciencia. Cloud Atlas es conocida por sus numerosos cross-cuts entre el filme y sus seis diferentes historias, algunas durando tan solo unos segundos y otras expandiéndose a través de más de 300 años en diferentes locaciones alrededor del mundo. Sin embargo, todas las historias son similares en cuestiones de narrativa pues siempre se caracterizara como una edición para secuencias de acción.
Cross-cutting también es utilizado muy seguido para tomas de llamadas telefónicas, para que el espectador pueda ver a ambos personajes y así interpretar sus expresiones faciales en respuesta a lo que se dice en la llamada.